# Zena Cardmanová
Zena Maria Cardmanová (* 26. října 1987) je geobioložka a od června 2017 americká astronautka, členka 22. skupiny  astronautů NASA. Na svůj první kosmický let na Mezinárodní vesmírnou stanici (ISS) měla odletět koncem léta 2024, později však byla z této mise stažena. V současnosti pobývá na ISS při svém prvním kosmickém letu s plánovaným návratem na Zemi počátkem roku 2026.

## Mládí a vzdělání
Pochází z Urbany v Illinois v USA, ale vyrostla ve Williamsburgu ve Virginii, který považuje za svůj domov. Její rodiče Helen a Larry tam stále žijí.
Po absolvování střední školy ve Williamsburgu studovala biologii na Severokarolínské univerzitě v Chapel Hill, studium zakončila v roce 2010 ziskem titulu bakaláře. Svou závěrečnou práci – sbírku poezie – ale zpracovala v oboru tvůrčího psaní. Následně se ve studiu magisterské úrovně zaměřila na výzkum oceánů, konkrétně na mikroorganismy v podvodních jeskyních, sedimentech a hydrotermálních vývěrech. Výzkum prováděla především u pobřeží Severní Karolíny, ale i v Arktidě. V době, kdy byla vybrána jako astronautka, právě studovala Ph. D. program v oblasti  geobiologie na Pensylvánské státní univerzitě. Toto studium v souvislosti s výběrem opustila.
Předtím, než se stala astronautkou, spolupracovala s NASA na zdokonalení technologií pro výstup do vesmíru a průzkum měsíčního povrchu. Také se účastnila výzkumného programu BASALT, který se zaměřuje na vulkanické terény a má za cíl umožnit průzkum Marsu přes studium podobných prostředí na Zemi. V rámci svého výzkumu se dostala například na Havaj, do amerického Idaho či kanadské Britské Kolumbie. Také krátce pracovala pro Sea Education Association, plavila se na výzkumné lodi, kde působila ve strojovně. V Mexickém zálivu dále studovala vliv úniků ropy na podmořský život.

## Astronautka

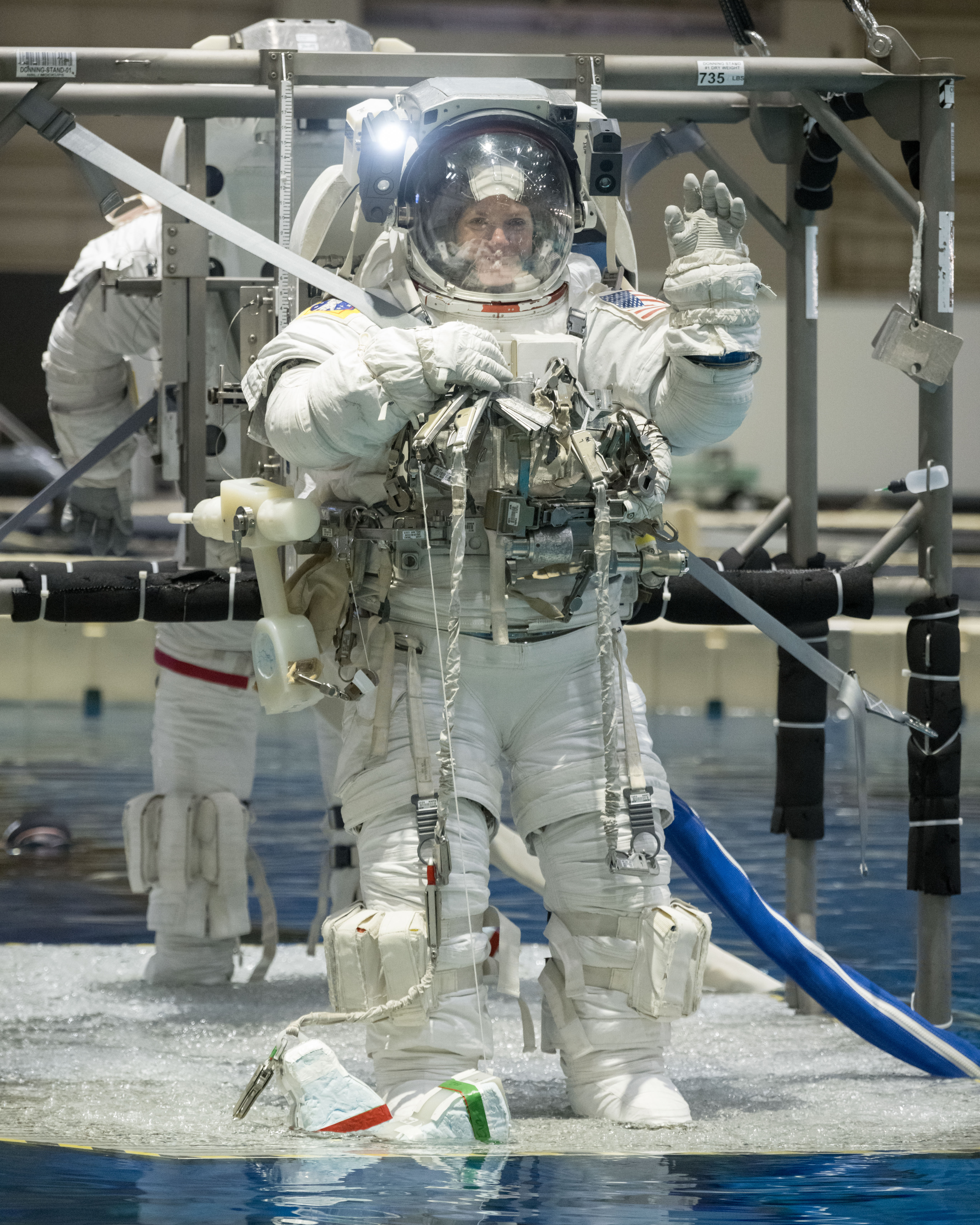
Zena Cardmanová ve skafandru trénuje výstup do vesmíru v laboratoři NASA v Johnsonově vesmírném středisku, 6. listopadu 2023

Její kariéra v NASA začala již v roce 2008. V letech 2008–2017 se podílela na výzkumu zaměřeném na mikrobiologii a geologii. Pobývala na antarktické základně Palmer, kde se účastnila studie trvající několik dekád, která analyzuje změny ekosystému. V červnu 2017 byla ve 22. náboru NASA vybrána mezi astronauty. Patřila se svými 29 lety k nejmladším členům ze své skupiny. Absolvovala dvouletý všeobecný kosmický výcvik v Johnsonově vesmírném středisku, který dokončila v září 2019, čímž se stala způsobilou pro lety do vesmíru včetně vyslání na ISS. Připravovala se pro lety v lodích Crew Dragon, ale od roku 2020 je také přiřazena k programu Artemis, jehož cílem je dostat znovu lidskou posádku na Měsíc.
V lednu 2024 bylo potvrzeno její zařazení do mise SpaceX Crew-9 na pozici velitelky s plánovaným pobytem na Mezinárodní vesmírné stanici (ISS) od srpna 2024 do února následujícího roku. Mělo se jednat o její první vesmírný let. Do vesmíru měla letět v kosmické lodi Crew Dragon společně s pilotem Nickem Haguem a letovými specialisty Stephanie Wilsonovou a Alexandrem Gorbunovem. Tato čtyřčlenná posádka současně tvořila zálohu pro misi SpaceX Crew-8, která na ISS odstartovala 4. března 2024. Později však bylo rozhodnuto, že na ISS poletí pouze Hague a Gorbunov, aby se uvolnila místa pro návrat astronautů Barryho Wilmora a Sunity Williamsové. Ti na ISS zůstali poté, co se musela jejich loď Starliner z bezpečnostních důvodů vrátit z mise Boeing Crew Flight Test bez posádky. Třebaže byla Cardmanová velitelkou mise, dala NASA přednost zkušenějšímu Nicku Hagueovi. Astronautka byla v září 2024 přítomna při startu svých dvou kolegů, ale na novou příležitost nečekala dlouho – NASA koncem března 2025 oficiálně oznámila její zařazení do čela mise SpaceX Crew-11 s plánovaným startem nejdříve v červenci 2025 a s výhledem půlročního pobytu na ISS.

### 1. kosmický let (SpaceX Crew-11 / ISS)
Ke svému prvnímu kosmickému letu tak odletěla 1. srpna 2025 jako velitelka mise SpaceX Crew-11, spolu s americkým astronaujtem Michaelem Finckem, japonským astronautem Kimijou Jui a ruským kosmonautem Olegem Platonovem. Na více než tři měsíce se stanou členy Expedice 73 a poté na další nejméně dva měsíce členy následující Expedice 74.